# Thom Floutz
Thomas Floutz é um maquiador norte-americano. Como reconhecimento, foi nomeado ao Oscar 2009 na categoria de Melhor Caracterização por Hellboy II: The Golden Army.